# Félix Dja Ettien
Félix Dja Ettien (Abidjan, Costa d'Ivori, 26 de setembre de 1979) és un exfutbolista ivorià, que va desenvolupar la pràctica totalitat de la seua carrera professional al Llevant UE, equip del que és considerat una llegenda.

## Biografia
Va arribar al Llevant UE l'any 1997 procedent del Bassam. En les seues 10 temporades a l'equip granota, Felix és el jugador amb més partits en primera divisió en la història del club, superant a Antonio Calpe. Va ser l'autor del gol 150 en la història del Llevant en primera divisió amb el seu gol en posició acrobàtica contra el Ràcing de Santander al Sardinero el maig del 2007.
L'any 2011 va fitxar per la Unió Esportiva Alzira, del grup III de la Segona Divisió B.